# Трёхмерные модели городов
Трёхмерные модели городов — цифровое представление поверхности Земли и связанных объектов на урбанистических территориях (городов, фабрик, строений и т. д.). В качестве языков трёхмерного моделирования часто используют: en:CityGML, Shapefile, KML и др. форматы.

## Сферы применения
Трёхмерные модели городов применяют: 
- для визуализации городов в различных целях (туризм, виртуальный тур, компьютерная игра),
- для градостроительства[3],
- в навигационных системах[4],
- в интеллектуальных транспортных системах[5],
- для моделирования шума[6],
- для термографических обследований (англ. thermographic inspection)[7][8] (см. также: термография).